# Дгвани
Дгвани (груз. დღვანი) — село в Грузии, на территории Шуахевского муниципалитета автономной республики Аджария.

## География
Село находится в юго-западной части Грузии, на левом берегу реки Чирухисцкали, на расстоянии 5 километров (по прямой) к юго-востоку от посёлка городского типа Шуахеви, административного центра муниципалитета. Абсолютная высота — 1034 метра над уровнем моря.

## Население
По результатам официальной переписи населения 2014 года, в Дгвани проживало 284 человека (137 мужчин и 147 женщин). В национальной структуре населения грузины составляли 100 %.
| Год  | Население, человек |
| ---- | ------------------ |
| 2002 | 439                |
| 2014 | ↘ 284              |